# Manuel González Casanova
Manuel González Casanova (Ciudad de México, 8 de diciembre de 1934 - 6 de marzo de 2012) fue un crítico, investigador y promotor de la cultura del cine de México, así como director, actor, productor, escritor y profesor de cine y teatro. Fue fundador del Centro Universitario de Estudios Cinematográficos (CUEC) y de la Filmoteca de la Universidad Nacional Autónoma de México (UNAM), así como de cine clubes universitarios. Fue uno de los principales promotores de la cultura cinematográfica mexicana, así como investigador de la Universidad Nacional Autónoma de México. Impartió diversas cátedras, tanto en las disciplinas del teatro como del cine; y dictó numerosas conferencias y se ha desempeñado como autor, coordinador y editor de libros y revistas. Su prolífica obra se diversifica también fuera de México como funcionario de organismos internacionales, conferencista, escritor y asesor para diversas universidades e institutos fílmicos. 

## Biografía
Cursó sus primeros estudios en el colegio alemán Alexander von Humboldt y desde muy joven mostró un gran interés por el cine, inquietud que cristalizó en 1952: a los 18 años participó en la fundación del cineclub Progreso, el primer cineclub de vanguardia en México.
En 1954 ingresó a la Facultad de Filosofía y Letras de la Universidad Nacional Autónoma de México y cursó la licenciatura de Letras y Arte Dramático, en la primera generación que estudió en la Ciudad Universitaria. En 1955 presidió la Asociación Universitaria de Cines y un año después (en 1956) fundó el primer cineclub  de la Facultad de Filosofía y Letras.
En 1955 debutó como actor en la obra teatral El gran dios Brown de Eugene O´Neill, bajo la dirección de Allan Lewis. Un año más tarde desempeñó el papel protagónico de Tartufo de Molière, dirigido por José Luis Ibáñez, e intervino en la obra Enterrar a los muertos de Irving Shaw, también dirigida por Allan Lewis. Durante los siguientes años actuó en varias obras, labor que alternó con su trabajo de cineclubes y su desarrollo profesional.
En 1957 dirigió su primer cortometraje, Hambre, producido por el cineclub de Filosofía y Letras, y también dirigió su primera obra teatral, El Merólico, presentada en el teatro El Globo. En 1962 trabajó como actor bajo la dirección de Juan José Gurrola en la obra Los poseídos de Dostoievsky, e interpretó papeles en los filmes Amelia (1964) y Derrota (1973), entre otras.
En 1958 colaboró en el programa semanal de radio El hombre y sus obras. En 1959 terminó la licenciatura en Letras y Arte Dramático y fue invitado por el Instituto Cubano de Cine para conocer sus instalaciones. Poco después se integró a la Dirección General de Difusión Cultural de la UNAM como jefe de departamento y organizó la Sección de Actividades Cinematográficas de esa dependencia, cargo que ocupó hasta 1980. Su labor incluyó la producción de 34 cortos y 8 largometrajes. 
En 1960 fundó la Filmoteca de la UNAM, con el firme objetivo de fomentar la preservación del cine nacional.
Entre 1960 y 1961 colaboró en el programa semanal de radio Cine y momento; y en 1962 participó en un programa de televisión de crítica cinematográfica. Posteriormente dirigió programas televisivos como Tiempo de filmoteca y El cortometraje en el mundo, producidos por la UNAM, y también escribió y realizó tres documentales en 35 milímetros para el noticiero Cine verdad. 
En 1960, paralelamente a la organización de la Filmoteca, desarrolló el primer intento de enseñanza sistemática del cine en la UNAM, conformado por “50 lecciones de cine”, en la que colaboraron personas interesadas en el tema, tanto como cineastas reconocidos como jóvenes que empezaban a surgir en el ambiente cinematográfico. En1963, fundó el Centro Universitario de Estudios Cinematográficos (CUEC), del que asumió la dirección hasta 1978. Las primeras clases se impartieron en las aulas situadas al lado de Radio Universidad, hasta que, en 1965, el CUEC dispuso instalaciones propias. Ese mismo año, González Casanova terminó una maestría especializada en Arte Dramático en la Facultad de Filosofía y Letras e impartió clases de Apreciación cinematográfica en la Escuela Nacional Preparatoria, institución en la que impartia clases desde 1960. A partir de 1966, dictó la clase de Cine Mexicano en el CUEC, convirtiéndose en profesor de tiempo completo desde 1970. Durante su gestión como director del CUEC, se produjeron 120 cortos y cinco largometrajes. Uno de los trabajos más representativos producidos en esa época es el documental El grito (1968) de Leobardo López Aretche. Dentro de las primeras generaciones de egresados del CUEC se encuentran cineastas como Jorge Fons, Juan Guerrero, José Rovirosa, Francisco Bojorquez, Alfredo Joskowicz y Jaime Humberto Hermosillo, entre muchos otros. Asimismo el doctor González Casanova logró implementar un programa de producción de largomatrajes y produjo filmes como El cambio (1971), Meridiano100 (1973), De todos modos Juan te llamas (1976) y Ora si tenemos que ganar (1981).
En 1971 González Casanova fue invitado a formar parte de la Comisión de premiación de la Academia Mexicana de Ciencias y Artes Cinematográficas,  de la que formó parte en los periodos de 1971- 1976 y 1983 – 1984. En 1979 organizó en México el Primer Encuentro Nacional de Cine Super-8.
Se le debe también un importante trabajo como editor y coordinador de diversas colecciones de libros, entre ellas Cuadernos de Cine (primera en su género en el país), Textos de Cine, Documentos de la Filmoteca y Séptimo Arte , igualmente dirigió una Antología del cine mexicano (1931- 1934).
En 2003, publicó el CD Escritores del cine mexicano sonoro, obra única en su género. Es además autor de numerosos artículos y ensayos aparecidos en diarios y revistas nacionales y extranjeras.
De igual forma, participó en el trabajo de múltiples instituciones, tales como la Secretaría de Relaciones Exteriores, el Instituto Nacional de Bellas Artes, la Sección Mexicana del Consejo Internacional de Cine y Televisión de la UNESCO y el Consejo Nacional para la Cultura y las Artes.

## Premios y reconocimientos
Obtuvo múltiples reconocimientos, tanto en México como en varias naciones europeas.
En 1997 obtuvo el doctorado en Letras por la misma Facultad de Filosofía y Letras y publicó su tesis titulada Por la pantalla: génesis de la crítica cinematográfica en México 1917- 1919, un estudio antológico de la temprana crítica de cine en México, sobre todo la escrita por Hipólito Seijas.
En 1999 recibió la Medalla de la Facultad de Filosofía y Letras por cuarenta años de servicios académicos. Asimismo trabajo en la elaboración de un Diccionario de Escritores de Cine Sonoro Mexicano, proyecto de investigación colectiva bajo su dirección, con los alumnos de la Facultad de Filosofía y Letras. Actualmente elabora un libro de apoyo docente titulado Panorama histórico del cine en nuestra América, al tiempo que organiza la investigación colectiva Historia del Teatro en la UNAM.
En 1998, la Asociación de cine-clubes estudiantiles de la UNAM, creó el premio para cortometraje “Manuel González Casanova”, el cual fue otorgado por primera vez al cortometraje Ondas Hertzianas (Ernesto Contreras) en el Primer Festival Internacional de Cortometraje en la Ciudad de México.
En 2001 es propuesto por el Consejo Técnico de la Coordinación de Difusión Cultural de la UNAM al premio Universidad Nacional, en el área de Difusión Cultural. Esta propuesta fue respaldada por el Consejo Técnico de la Facultad de Filosofía y Letras. Al siguiente año ingresa al Sistema Nacional de Investigadores con nivel uno. En la Décima reunión de la Academia Mexicana de Artes y Ciencias Cinematográficas, es nombrando Miembro Honorario.
Su trabajo como escritor, conferencista, periodista y asesor, entre otros cargos, le ha permitido establecer lazos de intercambio con otros países y universidades alrededor del mundo. Tras ser propuesto durante tres años consecutivos para el premio Universidad Nacional en el área de Difusión de la Cultura, finalmente fue galardonado con esta presea en el 2004.
Y es también gracias a los frutos de esta gran labor académica que el doctor González Casanova recibió innumerables reconocimientos, entre los que destacan las distinciones de Escuelas de Cine en la Antigua Checoslovaquia y Hungría, así como condecoraciones por parte del gobierno de Bulgaria en dos ocasiones.[cita requerida]
En su labor internacional destacan su participación, por dos periodos como Presidente de la Asociación Internacional de Escuelas de Cine y Televisión, la Federación Mundial de Escuelas de Cine y Televisión (CILECT) (1974 – 1978); su participación en el Comité Ejecutivo de la Federación Internacional de Archivos Fílmicos (FIAF) (1981- 1983); el haber sido vicepresidente, de un proyecto internacional de la Organización de las Naciones Unidas para la Educación, la ciencia y la cultura para la elaboración de una historia del cine mundial escrita por equipos nacionales (1979 – 1984).

## Filmografía
- 1957 Hambre (cortometraje en 35 mm)
- 1962 Guatemala (cine-reportaje en 35mm para el noticiero Cine Verdad)
- Metepec  (cine- reportaje en 35 mm para el noticiero Cine Verdad)
- Un pueblo se muere (cine- reportaje en 35 mm para el noticiero Cine Verdad)
- 1964 Presencia de África en México (documental de 16 mm, codirigido con Manuel Michel)
- 1966 Posada (cortometraje 35 mm)
- 1967 Tamayo (cortometraje 35 mm)
- Vida (cortometraje 16 mm)
- 1968 Los zapotecas (cortometraje 16 mm)
- Los estudiantes, la Universidad y la violencia (cortometraje inconcluso 16 mm)
- 1969 Siqueiros (cortometraje 35 mm)
- 1971 Antología del Cine Mexicano (largometraje 35 mm)
- 1992 Y vino el remolino… (cortometraje 16 mm/video)
- 1995 Los orígenes del cine sonoro en México (guionista)

## Filmografía como productor de cine profesional
- 1971 El cambio (director Alfredo Joskowicz)
- 1973 Meridiano 100 (director Alfredo Joskowicz)
- 1976 De todos modos Juan te llamas (dir. Marcela Fernández Violante)
- 1981 Ora si tenemos que ganar (dir. Raúl Kamffer)
- 1986 – 1987 Testimonios Zapatistas

## Libros y otras publicaciones
- 1961 ¿Qué es un cineclub?
- 1969 Los medios de comunicación de masa en México (en coautoría)
- 1975 The education of the Film Maker (en coautoría)
- 1989 Crónicas del cine silente mexicano
- 1992 Las vistas. Una época del cine en México
- 1995 Los escritores mexicanos y los inicios del cine 1906 – 1907
- 2000 Por la pantalla. Génesis de la crítica cinematográfica en México 1917- 19
- 2002 Las grandes divas del cine italiano
- 2003 El cine que vio Fósforo – Alfonso Reyes y Martín Luis Guzmán
- Escritores del Cine Mexicano Sonoro (CD, coordinador)
- 2011 Historia del Teatro en la UNAM

## Premios y reconocimientos
- 2002 Es nombrado Miembro Honorario de la Academia Mexicana de Artes y Ciencias Cinematográficas.
- 2004 Premio "Universidad Nacional" en el Área de la Difusión Cultural
- 2005 Medalla Salvador Toscano
- 2009 Mayahuel de Plata